# ミード湖

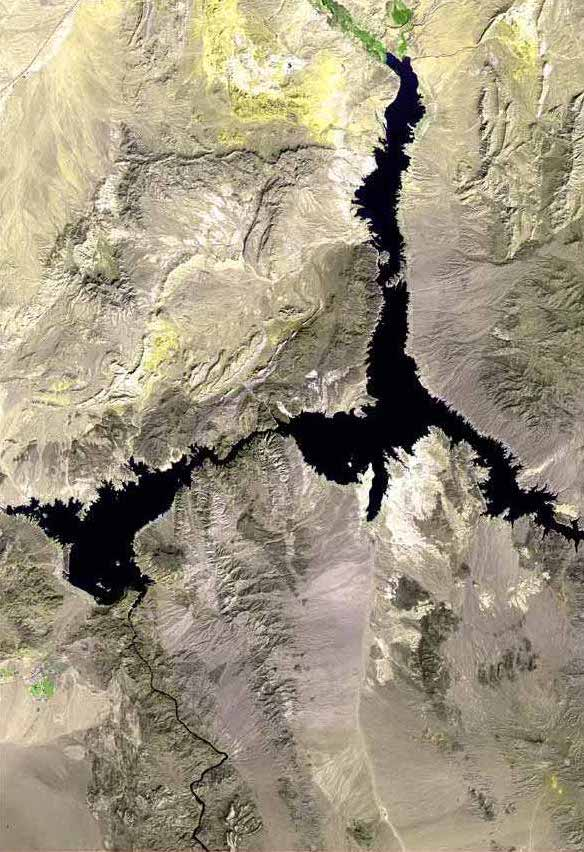
ミード湖の衛星写真

ミード湖（ミードこ、Lake Mead）とは、アメリカ合衆国最大の人造湖である。

## 概要
ネバダ州ラスベガスの東約48キロメートルの場所のコロラド川に位置し、ネバダ州とアリゾナ州にまたがっている。フーバーダムによって作られ、ダムの上流180キロメートルまで伸びており、約350億立方メートル(350億トン)の水を湛えている。湖の水はカリフォルニア州及びネバダ州へ送られている。
名前は、1924年から1936年までアメリカ合衆国開拓局局長であったエルウッド・ミードにちなんでいる。この期間に、ダムと湖が作られたボールダー・キャニオン・プロジェクトの計画と建設が行われた。ミード湖国立レクリエーション地域が1964年に設立された。フーバーダムによって水がためられることで、幾つかの集落が立ち退きをせまられた。最も有名なのはセント・トーマスで、そこの最後の住民は1938年に去った。セント・トーマスの廃墟は、通常より水面が下がると時々姿を現す。
2000年代以降、周辺地域の旱魃のため湖の水位が低下しつつある。2022年現在の湖岸線は、過去の最大湛水時と比べ200m以上後退していると報告されている。

## 主な出来事
- 1948年 - B-29墜落事故が発生。
- 2022年 - 干ばつにより水位が近年になく低下。湖底から過去に遺棄された遺体が次々と発見された[2]。

## ミード湖が取り上げられた作品
- 機動戦士ガンダム THE ORIGIN